# Panellínios Athènes (handball)
La section handball du Panellínios Athènes (grec moderne : Πανελλήνιος), est basée à Athènes.

## Palmarès
Compétitions nationales
- Championnat de Grèce (5) : 2000, 2002, 2004, 2006, 2007
- Coupe de Grèce (3) : 2000, 2001, 2002